# 栉鳞斑鲆
栉鳞斑鲆（学名：Pseudorhombus ctenosquamis）为輻鰭魚綱鰈形目鰈亞目牙鲆科斑鲆属的鱼类，俗名栉鳞扁鱼，為亞熱帶海水魚，分布于台湾台南附近海区等，棲息在底層水域，生活習性不明。该物种的模式产地在台湾台南市安平。